# راندولف استو
راندولف استو (انگلیسی: Randolph Stow; ۲۸ نوامبر ۱۹۳۵ – ۲۹ مهٔ ۲۰۱۰) جولیان راندولف استو نویسنده، رمان‌نویس، و شاعر اهل استرالیا بود.
وی همچنین برندهٔ جوایزی همچون جایزه مایلز فرانکلین شده‌است.

## زندگی‌نامه
راندولف استو در جرالدتون، استرالیای غربی، دوره دبستان خود را در دبستان جرالدتان گذراند و برای دوره متوسطه طه دبیرستان گولی‌فورد گرامر و برای دانشگاه در دانشگاه استرالیای غربی، و دانشگاه سیدنی به تحصیل پرداخت. هنگامی که دوره لیسانس خود دا در دانشگاه استرالیای غربی می‌گذراند دو رمان و مجموعه‌ای از اشعار را نوشت که توسط انتشارات مک‌دونالد منتشر شد. دوره ادبیات انگلیسی را در دانشگاه آدلاید دانشگاه استرالیای غربی و دانشگاه لیدز گذراند.